# Jari Niinimäki
Jari Niinimäki (Tampere, 1º dicembre 1957 – 10 giugno 2023) è stato un calciatore finlandese.

## Biografia
Niinimäki giocò la maggior parte della sua carriera nella squadra della sua città natale, il FC Ilves, tranne le prime due stagioni da senior, quando vestì la maglia del TPV Tampere, e, successivamente nel 1986, quando giocò all'estero, in Svezia, con l'AIK Solna nell'Allsvenskan del 1986; trascorse anche un breve periodo in Jugoslavia con il club serbo FK Partizan, ma non debuttò in una partita ufficiale, apparendo solo in un'amichevole, dove segnò due gol.
Con la nazionale finlandese nel 1986 collezionò 9 presenze.
Niinimäki è morto il 10 giugno 2023, all'età di 65 anni.

## Vita privata
Era padre di Jesse Niinimäki, giocatore professionista di hockey su ghiaccio.